# Цорери (Тренто)
Цорери је насеље у Италији у округу Тренто, региону Трентино-Јужни Тирол.
Према процени из 2011. у насељу је живело 144 становника. Насеље се налази на надморској висини од 826 м.